# Cobalt Qube
Cobalt Qube — линейка серверов, разработанная компанией Cobalt Networks Inc. (позже купленной Sun Microsystems), использующих модифицированную операционную систему Red Hat Linux и проприетарный GUI для управления сервером. Изначально серверы Qube использовали микропроцессоры MIPS, поздние модели укомплектовывались чипами AMD K6-2.

## Модели
Первым сервером в этой серии стал Qube 2700. Было решено использовать корпус цвета кобальтовой сини. 2700 — не версия системы, это число происходит от 27 — атомного номера кобальта. Следующий продукт назывался Qube 2800 до начала продаж, но был переименован в Qube 2. Qube 2700 и Qube 2 работали на процессорах MIPS.
Qube 3 использовал процессор AMD K6-2 с частотами 300 или 450 МГц. Это последний представитель серии Qube.
Четвёртая модель Qube была в разработке, но так и не была выпущена. После этого Cobalt Networks занялась разработкой машин серии Cobalt RaQ.